# Crocidura shantungensis
Crocidura shantungensis és una espècie de mamífer eulipotifle de la família de les musaranyes (Soricidae).

## Subespècies
- Crocidura shantungensis quelpartis Kuroda, 1934
- Crocidura shantungensis shantungensis Miller, 1901[1]

## Distribució geogràfica
Es troba a la Xina (Shandong), el Japó, Corea del Nord, Rússia i Taiwan.